# Cosenza Calcio 2016-2017
Questa voce raccoglie le informazioni riguardanti del Cosenza Calcio nelle competizioni ufficiali della stagione 2016-2017.

## Stagione
La stagione 2016-2017 è stata per il Cosenza la 30ª partecipazione alla terza serie del Campionato italiano di calcio.
Il 29 giugno è stata depositata la domanda d'iscrizione presso gli uffici della Lega Pro, in via Jacopo Diacceto a Firenze.
L'8 luglio il Cosenza rinnova la partnership con Legea, sponsor tecnico dei lupi per le stagioni 2016-2017 e 2017-2018, con l'impegno di produrre una tenuta "unica" per i calciatori calabresi; le casacche sono state personalizzate con il cognome di ogni giocatore (dalla stagione 2016-2017, in via sperimentale, ogni calciatore ha avuto il proprio nome stampato sopra il numero scelto, che ha dovuto essere compreso tra 1 e 24, comunque sempre progressivo)..
Per il secondo anno consecutivo, la squadra ha effettuato il ritiro precampionato a Lorica, in provincia di Cosenza. Durante il ritiro, i rossoblù hanno disputato un'amichevole con l'A.C. Morrone, vincendo 8-0 ed una con la Stilese, disputata in memoria di Gigi Marulla, vinta 5-0.
Il 28 luglio 2016, presso lo Stadio San Vito, è iniziata la campagna abbonamenti.
Il 31 luglio 2016, i rossoblù hanno esordito nella prima partita ufficiale della stagione, contro la Frattese, vincendo per 1 a 0 nell'incontro valido per il primo turno eliminatorio della Coppa Italia 2016-2017, mentre l'esordio in campionato è avvenuto il successivo 28 agosto, allo stadio Nicola Ceravolo, nel derby con il Catanzaro, terminato con la vittoria cosentina per 3 a 0.
Nell'ottobre 2016 vi sono stati molti successi, dentro e fuori dal campo: dal punto di vista sportivo arriva una striscia di risultati positivi, invece, dal punto di vista societario, venerdì 15 la società inaugura la Hall of Fame dei calciatori cosentini, giovedì 27 viene aperto il negozio on-line del Cosenza Calcio, evento storico per il calcio ed il tifo rossoblù.
Il 23 dicembre, dopo il pareggio interno per 1-1 nel derby contro il Catanzaro, il presidente Eugenio Guarascio solleva dall'incarico di allenatore Giorgio Roselli e la squadra viene affidata all'allenatore in seconda Stefano De Angelis, il quale porta come allenatore in seconda Roberto Occhiuzzi.
Il 5 gennaio 2017 viene ufficializzato l'arrivo di Aladino Valoti, vecchia gloria rossoblu, come nuovo Direttore Sportivo e, contestualmente, Massimo Cerri diventa responsabile dell'area tecnica per la società silana, con presentazione ufficiale alla stampa il 9.
Nonostante un campionato altalenante dal punto di vista dei risultati, il Cosenza si qualifica matematicamente ai play-off con due giornate di anticipo sul termine del campionato, battendo l'Akragas al San Vito-Marulla per 1-0.
Nella prima Fase dei play-off, il Cosenza sul proprio terreno di gioco batte la Paganese con il risultato di 2-0, accedendo così al turno successivo; nella seconda i silani affrontano il Matera in una doppia sfida articolata tra andata e ritorno: all'andata il Cosenza si impone per 2-1 sul Matera al San Vito-Marulla; nella gara di ritorno, giocata sul XXI Settembre a Matera, il Cosenza impatta 1-1 e, forti della vittoria dell'andata, approdando così alla fase successiva.
Le Final Eight si aprono con i Quarti di Finale, dove il Cosenza, sempre in gara doppia, affronta il Pordenone. Il primo atto va in scena all'Ottavio Bottecchia di Pordenone, dove i rossoblu perdono 1-0 in una partita dove il bomber francese Baclet in uno scontro di gioco cade in mal modo a terra, perdendo i sensi per alcuni secondi, costringendo il giocatore ad uscire in barella e passare la notte in ospedale sotto osservazione, per essere dimesso la mattina dopo senza conseguenze; nella gara di ritorno, giocata a Cosenza, le due squadre si equivalgono, pareggiando 0-0, risultato che elimina il Cosenza dalla competizione e qualifica i neroverdi al turno successivo. La gara ottiene il record stagionale di presenze, con 11.150 spettatori.
L'8 giugno 2017 tramite una lettera aperta, Aladino Valoti annuncia il suo addio come Direttore Sportivo, dopo solo 6 mesi di contratto.

## Divise e sponsor
Lo sponsor tecnico per la stagione 2016-2017 è stato Legea, il Main Sponsor ufficiale Ecologia Oggi ed il Top Sponsor Volkswagen, rappresentata dal Gruppo Chiappetta.
| Casa | Trasferta |

## Organigramma societario
Organigramma societario tratto dal sito ufficiale.
Area direttiva
- Presidente: Eugenio Guarascio
- Direttore generale: Carlo Federico[20]
- Direttore sportivo: Aladino Valoti[21]
- Responsabile area tecnica: Massimo Cerri[22]

Ufficio stampa
- Addetto stampa: Gianluca Pasqua
- Responsabili della Comunicazione: Ilenia Caputo e Davide Imbrogno

Area organizzativa
- Team manager: Kevin Marulla
- Segretario generale: Andrea De Poli[23]
- Responsabile legale: Roberta Anania
- Responsabile Marketing: Simona Di Carlo
- Responsabile Sicurezza: Luca Giordano
- S.L.O. (Supporter Liaison Officer): Andrea Montanini

Area tecnica
- Allenatore: Stefano De Angelis
- Allenatore in seconda: Roberto Occhiuzzi
- Preparatore atletico: Roberto Bruni
- Preparatore dei portieri: Federico Orlandi

Area sanitaria
- Medico sociale: dott. Nino Avventuriera

## Rosa
Aggiornato al 20 marzo 2017
| N. |                   | Ruolo | Calciatore                   |
| -- | ----------------- | ----- | ---------------------------- |
| 1  | Italia (bandiera) | P     | Pietro Perina                |
| 2  | Italia (bandiera) | D     | Angelo Corsi                 |
| 3  | Italia (bandiera) | D     | Paride Pinna                 |
| 4  | Italia (bandiera) | C     | Giorgio Capece               |
| 5  | Italia (bandiera) | D     | Luca Tedeschi                |
| 6  | Italia (bandiera) | D     | Edoardo Blondett             |
| 7  | Italia (bandiera) | C     | Marco Criaco                 |
| 8  | Italia (bandiera) | C     | Cristian Caccetta (capitano) |
| 9  | Italia (bandiera) | A     | Giuseppe Gambino             |
| 9  | Italia (bandiera) | A     | Antonio Letizia              |
| 10 | Italia (bandiera) | A     | Giovanni Cavallaro           |
| 11 | Italia (bandiera) | C     | Giuseppe Statella            |
| 12 | Italia (bandiera) | P     | Francesco Quintiero          |
| 13 | Italia (bandiera) | D     | Andrea Meroni                |
| 14 | Ghana (bandiera)  | A     | Samuel Darko Appiah          |
| 14 | Italia (bandiera) | A     | Ettore Mendicino             |
| 15 | Italia (bandiera) | C     | Andrea Bilotta               |

| N. |                    | Ruolo | Calciatore           |
| -- | ------------------ | ----- | -------------------- |
| 16 | Francia (bandiera) | A     | Alain Baclet         |
| 17 | Italia (bandiera)  | A     | Alfredo Trombino     |
| 18 | Italia (bandiera)  | C     | Michele Collocolo    |
| 19 | Italia (bandiera)  | A     | Marco Stranges       |
| 20 | Italia (bandiera)  | D     | Roberto De Luca      |
| 21 | Italia (bandiera)  | C     | Roberto Ranieri      |
| 22 | Italia (bandiera)  | P     | Umberto Saracco      |
| 23 | Italia (bandiera)  | C     | Emanuele D'Anna      |
| 24 | Italia (bandiera)  | D     | Vincenzo Di Somma    |
| 25 | Italia (bandiera)  | C     | Domenico Mungo       |
| 26 | Italia (bandiera)  | D     | Saverio Madrigali    |
| 27 | Italia (bandiera)  | A     | Alberto Filippini    |
| 27 | Italia (bandiera)  | C     | Matteo Calamai       |
| 28 | Italia (bandiera)  | D     | Manuel Scalise       |
| 29 | Italia (bandiera)  | P     | Giovanni Abatematteo |
| 30 | Italia (bandiera)  | D     | Tommaso D'Orazio     |

## Calciomercato

### Sessione estiva(dal 1/7 al 31/8)
| Acquisti | Acquisti            | Acquisti   | Acquisti      |
| R.       | Nome                | da         | Modalità      |
| -------- | ------------------- | ---------- | ------------- |
| P        | Manuel Puterio      | Acri       | fine prestito |
| D        | Andrea Meroni       | Empoli     | prestito      |
| D        | Saverio Madrigali   | Fiorentina | prestito      |
| C        | Giorgio Capece      | Arezzo     | definitivo    |
| C        | Roberto Ranieri     | Atalanta   | prestito      |
| C        | Emanuele D’Anna     | Maceratese | definitivo    |
| C        | Domenico Mungo      | Pistoiese  | definitivo    |
| A        | Alain Baclet        | Martina    | definitivo    |
| A        | Giuseppe Gambino    | Monopoli   | definitivo    |
| A        | Samuel Darko Appiah | Inter      | definitivo    |

| Cessioni | Cessioni            | Cessioni     | Cessioni      |
| R.       | Nome                | a            | Modalità      |
| -------- | ------------------- | ------------ | ------------- |
| P        | Manuel Puterio      | Rende        | definitivo    |
| D        | Francesco Di Nunzio | Südtirol     | definitivo    |
| D        | Simone Ciancio      | Lecce        | definitivo    |
| D        | Mattia Novello      | San Severo   | prestito      |
| C        | Luca Fiordilino     | Palermo      | fine prestito |
| C        | Andrea Arrigoni     | Lecce        | definitivo    |
| A        | Andrea La Mantia    | Pro Vercelli | definitivo    |
| A        | Antonio Vutov       | Udinese      | fine prestito |
| A        | Giacomo Parigi      | Atalanta     | fine prestito |
| A        | Andrea Arrighini    | Avellino     | fine prestito |
| A        | Michael Ventre      | Genoa        | fine prestito |

### Operazioni esterne(dal 1/9 al 2/1)
| Acquisti | Acquisti          | Acquisti  | Acquisti   |
| R.       | Nome              | da        | Modalità   |
| -------- | ----------------- | --------- | ---------- |
| D        | Manuel Scalise    | Mantova   | svincolato |
| A        | Alberto Filippini | Pordenone | svincolato |

| Cessioni | Cessioni | Cessioni | Cessioni |
| R.       | Nome     | a        | Modalità |
| -------- | -------- | -------- | -------- |

### Sessione invernale(dal 3/1 al 31/1)
| Acquisti | Acquisti         | Acquisti  | Acquisti   |
| R.       | Nome             | da        | Modalità   |
| -------- | ---------------- | --------- | ---------- |
| D        | Tommaso D'Orazio | Teramo    | prestito   |
| C        | Matteo Calamai   | Lumezzane | prestito   |
| A        | Antonio Letizia  | Foggia    | prestito   |
| A        | Ettore Mendicino | Siena     | definitivo |

| Cessioni | Cessioni            | Cessioni      | Cessioni   |
| R.       | Nome                | a             | Modalità   |
| -------- | ------------------- | ------------- | ---------- |
| D        | Vincenzo Di Somma   | Potenza       | prestito   |
| D        | Roberto De Luca     | Castrovillari | prestito   |
| A        | Giuseppe Gambino    | Fondi         | definitivo |
| A        | Alberto Filippini   | Fano          | definitivo |
| A        | Samuel Darko Appiah | Giana Erminio | definitivo |

### Operazioni esterne(dal 1/2 al 30/6)
| Acquisti | Acquisti | Acquisti | Acquisti |
| R.       | Nome     | da       | Modalità |
| -------- | -------- | -------- | -------- |

| Cessioni | Cessioni       | Cessioni | Cessioni |
| R.       | Nome           | a        | Modalità |
| -------- | -------------- | -------- | -------- |
| D        | Manuel Scalise |          | ritirato |

## Risultati

### Lega Pro

#### Girone di andata
| Arbitro: | Ranaldi (Tivoli) |

|  |           |                              |
|  | Marcatori | 50’ 77’ Caccetta 56’ Gambino |

| Arbitro: | Perotti (Legnano) |

|  |           |             |
|  | Marcatori | 58’ Bollino |

| Arbitro: | Pillitteri (Palermo) |

|                               |           |                        |
| Infantino 29’ Negro 71’ 90+3’ | Marcatori | 48’ Mungo 51’ P. Pinna |

| Arbitro: | Boggi (Salerno) |

|                                        |           |  |
| Statella 17’ Gambino 26’ Cavallaro 32’ | Marcatori |  |

| Arbitro: | Guccini (Albano Laziale) |

|                          |           |  |
| Gambino 13’ Statella 35’ | Marcatori |  |

| Reggio Calabria 25 settembre 2016, ore 16:30 CEST 6ª giornata | Reggina      | 0 – 0 referto | Cosenza | Oreste Granillo (4924 spett.)\| Arbitro: \| Giua (Olbia) \| |
| Arbitro:                                                      | Giua (Olbia) |               |         |                                                             |

| Arbitro: | Detta (Mantova) |

|             |           |  |
| Gambino 91’ | Marcatori |  |

| Arbitro: | Pagliardini (Arezzo) |

|                    |           |                               |
| Albadoro 4’ (rig.) | Marcatori | 12’ Tedeschi 70’ A. Filippini |

| Arbitro: | Camplone (Pescara) |

|                      |           |               |
| Baclet 68’ Mungo 91’ | Marcatori | 62’ Cicerelli |

| Arbitro: | Sozza (Seregno) |

|                           |           |  |
| Pereira Cruz 15’ Rada 70’ | Marcatori |  |

| Arbitro: | Fourneau (Roma) |

|                                    |           |  |
| F. Ripa 25’ (rig.) Sandomenico 96’ | Marcatori |  |

| Arbitro: | Balice (Termoli) |

|              |           |                       |
| Caccetta 66’ | Marcatori | 84’ Ramos 92’ Carlini |

| Arbitro: | Proietti (Terni) |

|             |           |              |
| Mancosu 65’ | Marcatori | 32’ Statella |

| Arbitro: | Capone (Palermo) |

|                      |           |             |
| Mungo 38’ Baclet 73’ | Marcatori | 55’ Montini |

| Arbitro: | Andreini (Forlì) |

|              |           |  |
| Scardina 62’ | Marcatori |  |

| Arbitro: | Valiante (Salerno) |

|            |           |                              |
| Baclet 18’ | Marcatori | 29’ Bergamelli 72’ Mazzarani |

| Arbitro: | Guida (Salerno) |

|            |           |                               |
| Zanini 91’ | Marcatori | 59’ 72’ Statella 93’ Caccetta |

| Arbitro: | Meleleo (Casarano) |

|                     |           |  |
| Statella 84’ (rig.) | Marcatori |  |

| Arbitro: | D'Apice (Arezzo) |

|                                      |           |              |
| Loiacono 44’ Sarno 68’ Sicurella 87’ | Marcatori | 35’ Statella |

#### Girone di ritorno
| Arbitro: | Panarese (Lecce) |

|              |           |            |
| Statella 62’ | Marcatori | 65’ Basrak |

| Arbitro: | Volpi (Arezzo) |

|  |           |                                            |
|  | Marcatori | 20’ (rig.) Statella 33’ Gambino 69’ Baclet |

| Arbitro: | Pagliardini (Arezzo) |

|                         |           |                            |
| Caccetta 36’ Baclet 54’ | Marcatori | 54’, 87’ Negro 67’ Mattera |

| Arbitro: | Mastrodonato (Molfetta) |

|  |           |                   |
|  | Marcatori | 80’, 90+1’ Baclet |

| Arbitro: | Strippoli (Bari) |

|                     |           |             |
| Saraniti 39’ (rig.) | Marcatori | 75’ Calamai |

| Arbitro: | Ranaldi (Tivoli) |

|                |           |                  |
| Coralli 3’ 59’ | Marcatori | 36’ 81’ D'Orazio |

| Arbitro: | Guida (Salerno) |

|           |           |  |
| Ayina 49’ | Marcatori |  |

| Arbitro: | Provesi (Treviglio) |

|                            |           |                   |
| Mendicino 17’ D'Orazio 91’ | Marcatori | 13’ 49’ Calderini |

| Arbitro: | Ayroldi (Molfetta) |

|               |           |            |
| De Santis 44’ | Marcatori | 19’ Baclet |

| Arbitro: | Raciti (Acireale) |

|                           |           |          |
| Statella 25’ Tedeschi 27’ | Marcatori | 88’ Tito |

| Arbitro: | Viotti (Tivoli) |

|                 |           |                              |
| Baclet 58’, 69’ | Marcatori | 30’ 81’ Lisi 33’ 49’ Kanoute |

| Arbitro: | Prontera (Bologna) |

|              |           |               |
| De Marco 34’ | Marcatori | 75’ Mendicino |

| Cosenza 2 aprile 2017, ore 18:30 CEST 32ª giornata | Cosenza                  | 0 – 0 referto | Lecce | San Vito-Gigi Marulla (1881 spett.)\| Arbitro: \| Guccini[96] (Albano Laziale) \| |
| Arbitro:                                           | Guccini (Albano Laziale) |               |       |                                                                                   |

| Arbitro: | Curti (Milano) |

|                          |           |                                                                       |
| D. Franco 28’ Vuthaj 73’ | Marcatori | 15’, 36’ Mendicino 35’ Caccetta 49’ Statella 68’ A. Letizia 91’ Mungo |

| Arbitro: | Cudini (Fermo) |

|                   |           |                               |
| Baclet 92’ (rig.) | Marcatori | 30’ De Silvestro 35’ Pirrello |

| Arbitro: | Panarese (Lecce) |

|  |           |                             |
|  | Marcatori | 15’ A. Letizia 42’ Statella |

| Arbitro: | Carella (Bari) |

|               |           |  |
| Cavallaro 80’ | Marcatori |  |

| Arbitro: | Boggi (Salerno) |

|                            |           |               |
| M. Milinkovic 8’ Capua 31’ | Marcatori | 45’ Mendicino |

| Arbitro: | Marini (Trieste) |

|                          |           |                |
| A. Letizia 33’ Corsi 54’ | Marcatori | 66’ 94’ Mazzeo |

#### Play-off

##### Prima Fase
| Arbitro: | Massimi (Termoli) |

|                |           |  |
| Mungo 50’, 71’ | Marcatori |  |

##### Seconda Fase
| Arbitro: | Giua (Olbia) |

|                           |           |                  |
| Blondett 23’ Statella 70’ | Marcatori | 32’ (rig.) Negro |

| Arbitro: | Paolini (Ascoli Piceno) |

|                |           |               |
| Di Lorenzo 90’ | Marcatori | 34’ Mendicino |

##### Final Eight
| Arbitro: | Balice (Termoli) |

|                 |           |  |
| Semenzato 90+7’ | Marcatori |  |

| Cosenza 4 giugno 2017, ore 20:30 CEST Quarti di Finale - Ritorno | Cosenza            | 0 – 0 referto | Pordenone | San Vito-Gigi Marulla (11150 spett.)\| Arbitro: \| Valiante[110] (Salerno) \| |
| Arbitro:                                                         | Valiante (Salerno) |               |           |                                                                               |

### Coppa Italia
| Arbitro: | Mastrodonato (Molfetta) |

|              |           |  |
| Cavallaro 9’ | Marcatori |  |

| Arbitro: | Di Martino (Teramo) |

|                |           |  |
| Monachello 49’ | Marcatori |  |

### Coppa Italia Lega Pro

#### Sedicesimi di finale
| Arbitro: | Garofalo (Torre del Greco) |

|                                          |                      |                                        |
| Stendardo 75’                            | Marcatori            | 93’ Statella                           |
| Cedric Bobb Boccadamo Balzano Balistreri | Tiri di rigore 5 – 4 | Baclet Statella Corsi Capece Cavallaro |

## Statistiche
Aggiornato al 05 giugno 2017

### Statistiche di squadra
| Competizione          | Punti                          | In casa | In casa | In casa | In casa | In casa | In casa | In trasferta | In trasferta | In trasferta | In trasferta | In trasferta | In trasferta | Totale | Totale | Totale | Totale | Totale | Totale | DR  |
| Competizione          | Punti                          | G       | V       | N       | P       | Gf      | Gs      | G            | V            | N            | P            | Gf           | Gs           | G      | V      | N      | P      | Gf     | Gs     | DR  |
| --------------------- | ------------------------------ | ------- | ------- | ------- | ------- | ------- | ------- | ------------ | ------------ | ------------ | ------------ | ------------ | ------------ | ------ | ------ | ------ | ------ | ------ | ------ | --- |
| Lega Pro              | 55                             | 19      | 8       | 5       | 6       | 28      | 24      | 19           | 7            | 5            | 7            | 29           | 22           | 38     | 15     | 10     | 13     | 57     | 46     | +11 |
| Play-off              | Final Eight - Quarti di Finale | 3       | 2       | 1       | 0       | 4       | 1       | 2            | 0            | 1            | 1            | 1            | 1            | 5      | 2      | 2      | 1      | 5      | 3      | +2  |
| Coppa Italia          | Secondo turno eliminatorio     | 1       | 1       | 0       | 0       | 1       | 0       | 1            | 0            | 0            | 1            | 0            | 1            | 2      | 1      | 0      | 1      | 1      | 1      | 0   |
| Coppa Italia Lega Pro | Sedicesimi di finale           | 0       | 0       | 0       | 0       | 0       | 0       | 1            | 0            | 1            | 0            | 1            | 1            | 1      | 0      | 1      | 0      | 1      | 1      | 0   |
| Totale                | 55                             | 23      | 11      | 6       | 6       | 33      | 25      | 23           | 7            | 7            | 9            | 31           | 25           | 46     | 18     | 13     | 15     | 64     | 51     | +13 |

### Andamento in campionato
| Giornata  | 1 | 2 | 3  | 4 | 5 | 6 | 7 | 8 | 9 | 10 | 11 | 12 | 13 | 14 | 15 | 16 | 17 | 18 | 19 | 20 | 21 | 22 | 23 | 24 | 25 | 26 | 27 | 28 | 29 | 30 | 31 | 32 | 33 | 34 | 35 | 36 | 37 | 38 |
| --------- | - | - | -- | - | - | - | - | - | - | -- | -- | -- | -- | -- | -- | -- | -- | -- | -- | -- | -- | -- | -- | -- | -- | -- | -- | -- | -- | -- | -- | -- | -- | -- | -- | -- | -- | -- |
| Luogo     | T | C | T  | C | C | T | C | T | C | T  | T  | C  | T  | C  | T  | C  | T  | C  | T  | C  | T  | C  | T  | T  | C  | T  | C  | T  | C  | C  | T  | C  | T  | C  | T  | C  | T  | C  |
| Risultato | V | P | P  | V | V | N | V | V | V | P  | P  | P  | N  | V  | P  | P  | V  | V  | P  | N  | V  | P  | V  | N  | N  | P  | N  | N  | V  | P  | N  | N  | V  | P  | V  | V  | P  | N  |
| Posizione | 1 | 8 | 10 | 5 | 5 | 5 | 5 | 4 | 4 | 5  | 5  | 5  | 5  | 5  | 5  | 5  | 5  | 5  | 5  | 6  | 5  | 6  | 5  | 6  | 6  | 7  | 8  | 8  | 7  | 8  | 8  | 7  | 7  | 7  | 6  | 6  | 6  | 7  |

Fonte:  Lega Pro 16/17, su stats.betradar.com, Lega Pro.
Legenda:

Luogo: C = Casa; T = Trasferta. Risultato: V = Vittoria; N = Pareggio; P = Sconfitta.

### Statistiche dei giocatori
| Giocatore      | Lega Pro | Lega Pro | Lega Pro    | Lega Pro   | Coppa Italia | Coppa Italia | Coppa Italia | Coppa Italia | Coppa Italia Lega Pro | Coppa Italia Lega Pro | Coppa Italia Lega Pro | Coppa Italia Lega Pro | Play-off Lega Pro | Play-off Lega Pro | Play-off Lega Pro | Play-off Lega Pro | Totale   | Totale | Totale      | Totale     |
| Giocatore      | Presenze | Reti     | Ammonizioni | Espulsioni | Presenze     | Reti         | Ammonizioni  | Espulsioni   | Presenze              | Reti                  | Ammonizioni           | Espulsioni            | Presenze          | Reti              | Ammonizioni       | Espulsioni        | Presenze | Reti   | Ammonizioni | Espulsioni |
| -------------- | -------- | -------- | ----------- | ---------- | ------------ | ------------ | ------------ | ------------ | --------------------- | --------------------- | --------------------- | --------------------- | ----------------- | ----------------- | ----------------- | ----------------- | -------- | ------ | ----------- | ---------- |
| G. Abatematteo | -        | -        | -           | -          | -            | -            | -            | -            | -                     | -                     | -                     | -                     | -                 | -                 | -                 | -                 | -        | -      | -           | -          |
| S. Appiah      | 5        | 0        | 0           | 0          | 2            | 0            | 0            | 0            | 1                     | 0                     | 0                     | 0                     | -                 | -                 | -                 | -                 | 8        | 0      | 0           | 0          |
| A. Baclet      | 28       | 11       | 1           | 0          | 2            | 0            | 0            | 0            | 1                     | 0                     | 0                     | 0                     | 4                 | 0                 | 0                 | 0                 | 35       | 11     | 1           | 0          |
| A. Bilotta     | 1        | 0        | 0           | 0          | 1            | 0            | 0            | 0            | 1                     | 0                     | 0                     | 0                     | -                 | -                 | -                 | -                 | 3        | 0      | 0           | 0          |
| E. Blondett    | 34       | 0        | 4           | 0          | 2            | 0            | 0            | 0            | -                     | -                     | -                     | -                     | 5                 | 1                 | 1                 | 0                 | 41       | 1      | 5           | 0          |
| C. Caccetta    | 30       | 6        | 6           | 0          | 1            | 0            | 0            | 0            | -                     | -                     | -                     | -                     | 4                 | 0                 | 0                 | 0                 | 35       | 6      | 6           | 0          |
| M. Calamai     | 14       | 1        | 1           | 0          | -            | -            | -            | -            | -                     | -                     | -                     | -                     | 5                 | 0                 | 0                 | 0                 | 19       | 1      | 1           | 0          |
| G. Capece      | 20       | 0        | 1           | 0          | 2            | 0            | 1            | 0            | 1                     | 0                     | 0                     | 0                     | -                 | -                 | -                 | -                 | 23       | 0      | 2           | 0          |
| G. Cavallaro   | 28       | 2        | 3           | 0          | 2            | 1            | 0            | 0            | 1                     | 0                     | 0                     | 0                     | 2                 | 0                 | 0                 | 0                 | 33       | 3      | 3           | 0          |
| M. Collocolo   | 1        | 0        | 0           | 0          | -            | -            | -            | -            | -                     | -                     | -                     | -                     | -                 | -                 | -                 | -                 | 1        | 0      | 0           | 0          |
| A. Corsi       | 34       | 1        | 7           | 0          | 1            | 0            | 0            | 0            | 1                     | 0                     | 0                     | 0                     | 5                 | 0                 | 0                 | 0                 | 41       | 1      | 7           | 0          |
| M. Criaco      | 27       | 0        | 1           | 0          | 2            | 0            | 0            | 0            | 1                     | 0                     | 1                     | 0                     | 3                 | 0                 | 0                 | 0                 | 33       | 0      | 2           | 0          |
| E. D’Anna      | 20       | 0        | 4           | 0          | 1            | 0            | 0            | 0            | 1                     | 0                     | 0                     | 0                     | 5                 | 0                 | 0                 | 0                 | 27       | 0      | 4           | 0          |
| T. D'Orazio    | 15       | 3        | 1           | 0          | -            | -            | -            | -            | -                     | -                     | -                     | -                     | 3                 | 0                 | 1                 | 0                 | 18       | 3      | 2           | 0          |
| R. De Luca     | -        | -        | -           | -          | -            | -            | -            | -            | -                     | -                     | -                     | -                     | -                 | -                 | -                 | -                 | -        | -      | -           | -          |
| V. Di Somma    | -        | -        | -           | -          | -            | -            | -            | -            | -                     | -                     | -                     | -                     | -                 | -                 | -                 | -                 | -        | -      | -           | -          |
| A. Filippini   | 15       | 1        | 2           | 0          | -            | -            | -            | -            | -                     | -                     | -                     | -                     | -                 | -                 | -                 | -                 | 15       | 1      | 2           | 0          |
| G. Gambino     | 21       | 5        | 2           | 0          | 2            | 0            | 0            | 0            | 1                     | 0                     | 0                     | 0                     | -                 | -                 | -                 | -                 | 24       | 5      | 2           | 0          |
| A. Letizia     | 15       | 3        | 0           | 1          | -            | -            | -            | -            | -                     | -                     | -                     | -                     | 2                 | 0                 | 0                 | 0                 | 17       | 3      | 0           | 1          |
| S. Madrigali   | 6        | 0        | 0           | 0          | -            | -            | -            | -            | 1                     | 0                     | 0                     | 0                     | -                 | -                 | -                 | -                 | 7        | 0      | 0           | 0          |
| E. Mendicino   | 15       | 5        | 1           | 0          | -            | -            | -            | -            | -                     | -                     | -                     | -                     | 5                 | 1                 | 0                 | 0                 | 20       | 6      | 1           | 0          |
| A. Meroni      | 4        | 0        | 0           | 0          | -            | -            | -            | -            | -                     | -                     | -                     | -                     | -                 | -                 | -                 | -                 | 4        | 0      | 0           | 0          |
| D. Mungo       | 29       | 4        | 6           | 0          | 1            | 0            | 0            | 0            | 1                     | 0                     | 1                     | 0                     | 5                 | 2                 | 1                 | 0                 | 36       | 6      | 8           | 0          |
| P. Perina      | 36       | -44      | 4           | 0          | 2            | -1           | 0            | 0            | -                     | -                     | -                     | -                     | 5                 | -3                | 1                 | 0                 | 43       | -48    | 5           | 0          |
| P. Pinna       | 16       | 1        | 2           | 0          | 0            | 0            | 0            | 0            | -                     | -                     | -                     | -                     | 3                 | 0                 | 1                 | 1                 | 19       | 1      | 3           | 1          |
| F. Quintiero   | -        | -        | -           | -          | -            | -            | -            | -            | -                     | -                     | -                     | -                     | -                 | -                 | -                 | -                 | -        | -      | -           | -          |
| R. Ranieri     | 30       | 0        | 3           | 0          | 1            | 0            | 0            | 0            | -                     | -                     | -                     | -                     | 5                 | 0                 | 0                 | 0                 | 36       | 0      | 3           | 0          |
| U. Saracco     | 3        | -2       | 0           | 0          | -            | -            | -            | -            | 1                     | -1                    | 0                     | 0                     | -                 | -                 | -                 | -                 | 4        | -3     | 0           | 0          |
| M. Scalise     | 5        | 0        | 2           | 0          | -            | -            | -            | -            | -                     | -                     | -                     | -                     | -                 | -                 | -                 | -                 | 5        | 0      | 2           | 0          |
| G. Statella    | 35       | 12       | 3           | 1          | 1            | 0            | 0            | 0            | 1                     | 1                     | 0                     | 0                     | 5                 | 1                 | 0                 | 0                 | 42       | 14     | 3           | 1          |
| M. Stranges    | -        | -        | -           | -          | -            | -            | -            | -            | -                     | -                     | -                     | -                     | -                 | -                 | -                 | -                 | -        | -      | -           | -          |
| L. Tedeschi    | 35       | 2        | 3           | 0          | 2            | 0            | 1            | 0            | 1                     | 0                     | 0                     | 0                     | 4                 | 0                 | 0                 | 0                 | 42       | 2      | 4           | 0          |
| A. Trombino    | -        | -        | -           | -          | -            | -            | -            | -            | -                     | -                     | -                     | -                     | -                 | -                 | -                 | -                 | -        | -      | -           | -          |

## Giovanili
Dal sito ufficiale della società
Staff tecnico
- Allenatore Berretti: Pierantonio Tortelli[119]
- Allenatore Under 17: Manuel Scalise[120]
- Allenatore Under 15: Domenico Angotti[121]
- Responsabile tecnico: Enzo Patania
- Responsabile staff medico: dott. Nino Avventuriera
- Medico sociale: dott. Sergio Caira
- Fisioterapista: prof. Francesco Pugliese
- Preparatore Atletico Berretti: Fabio Sidoti
- Preparatore Atletico Under 17: Domenico Lucchetta
- Preparatore Atletico Under 15: Pierluigi Grisolia
- Preparatore Portieri: Andrea Marino
- Dirigente Accompagnatore Berretti: Benedetto Pugliese
- Dirigente Accompagnatore Under 17: Aldo Greco
- Dirigente Accompagnatore Under 15: Giulio Binetti